# ポアンカレ群
ポアンカレ群（ポアンカレぐん、英語: Poincaré group）とは、ポアンカレ変換の為す変換群。10次元の非コンパクトリー群である。

## ポアンカレ変換
ポアンカレ変換とは、ミンコフスキー空間における等長変換である。
等長変換においては内積が保存される。
ポアンカレ変換は並進とローレンツ変換からなる。

### 座標変換
ミンコフスキー空間の座標 x に対する並進とローレンツ変換は以下のようになる。
並進
{\displaystyle x^{\mu }\to x'^{\mu }=x^{\mu }+a^{\mu }}
ローレンツ変換
{\displaystyle x^{\mu }\to x'^{\mu }=\Lambda ^{\mu }{}_{\nu }x^{\nu }}
ここで、a, Λ は変換のパラメータである。

### 生成子
並進の生成子 P は運動量、ローレンツ変換の生成子 M は角運動量である。
ミンコフスキー空間上の関数（スカラー場）φ(x) を考えると
{\displaystyle i[P_{\mu },\phi (x)]=\partial _{\mu }\phi (x)}
{\displaystyle i[M_{\mu \nu },\phi (x)]=x_{\mu }\partial _{\nu }\phi (x)-x_{\nu }\partial _{\mu }\phi (x)}
となる。

## ポアンカレ代数
ポアンカレ代数とはポアンカレ群のリー代数で、次の交換関係をみたす。
{\displaystyle [P_{\mu },P_{\nu }]=0}
{\displaystyle [M_{\mu \nu },P_{\rho }]=i(\eta _{\mu \rho }P_{\nu }-\eta _{\nu \rho }P_{\mu })}
{\displaystyle [M_{\mu \nu },M_{\rho \sigma }]=i(\eta _{\mu \rho }M_{\nu \sigma }-\eta _{\nu \rho }M_{\mu \sigma }-\eta _{\mu \sigma }M_{\nu \rho }+\eta _{\nu \sigma }M_{\mu \rho })}